# Kehar Singh
Kehar Singh – indyjski zapaśnik walczący w stylu wolnym. Srebrny medalista mistrzostw Wspólnoty Narodów w 1993 i brązowy w 1989  roku.